# Santa María (Misiones)
Santa María es un municipio argentino de la provincia de Misiones, situado dentro del departamento Concepción. Se ubica a una latitud de 27° 54' Sur y a una longitud de 55° 23' Oeste.
El municipio cuenta con una población de 1.687 habitantes, según el censo del año 2001 (INDEC).
Dentro del municipio también se halla la localidad de La Corita, la cual en 2001 contaba con una población mayor que la localidad de Santa María.

## Historia

### Primera reducción
La primera fundación de la reducción se llevó a cabo a partir del año 1626 con el nombre de “Santa María del Iguazú” por su cercanía con el río Iguazú, o también se la conoció como “Región del Itatin” donde actualmente se encuentra la ciudad de Foz do Iguaçu. Este pueblo de Santa María fue fundado por los sacerdotes: Diego De Boroa y su ayudante, Claudio Ruyer. 
A partir de 1626 se construyeron las dos primeras reducciones jesuíticas en Foz do Iguaçu y Ciudad del Este, de allí los aborígenes fueron perseguidos por los portugueses -quienes buscaban prisioneros guaraníes para venderlos en los mercados de esclavos en San Pablo- hasta el sur de Misiones asentándose en lo que hoy conforma a Santa María la Mayor. 

### Relocalización
Se trasladaron hasta su actual localización, que fue decidida porque mantenía una contención por parte de las dos reducciones más cercanas: las de San Javier y Concepción (en aquellas épocas se acostumbraba a brindar asilo, protección, ayuda alimenticia o de cualquier otro producto que carecían las Reducciones).
Con la unión de estos dos pueblos del norte (Santa María del Iguazú y Santa María de laCaraí) se creó la reducción que hoy está en el sur de la provincia. El nombre de “La Mayor” surgió por el crecimiento poblacional, producto de dicha fusión en el territorio sur. Además, cabe destacar que el nombre también hace honor a lo católico, impuesto por los jesuitas. 
A partir de 1637 se asentaron en la actual zona de las Ruinas Jesuíticas limpiando el monte y buscando materiales que perdurarían con el tiempo. Encontraron en gran cantidad las piedras “itacurú” que se hallaban en el río y en arroyos. Al estar húmedas permitían realizar mejores cortes con cinceles. Entonces, las extrajeron y con ellas formaron bloques, los cuales una vez fuera del agua, secos, no podían ser tallados. Con estas piedras construyeron las casas y edificios que se adherían con adobe hecho con barro y piedra itacurú.
Además en la construcción se utilizó la piedra asperón y las maderas duras de la zona (urunday, lapacho, guayubira, anchico). Las edificaciones más grandes y principales se realizaban con el sistema de alza-prima, y las que tenían mayor altura han perdurado en el tiempo al igual que las de San Ignacio, solo que la piedra utilizada, como ya se dijo, no permitía el tallado. Los edificios de la Reducción contaban con galerías y con patios abiertos. Las casas de los guaraníes, a diferencia de la de los caciques, estaban hechas de adobe.
Actualmente, en lo que queda de las Ruinas, se observa una construcción de la ciudad con la plaza central y dos caminos, más la entrada, los talleres, el colegio y la iglesia, a la derecha de la plaza.
La iglesia sufrió  un derrumbe y, por lo tanto, los jesuitas consiguieron vigas de madera y material para construir una nueva iglesia,  mientras tanto, se utilizó un salón provisorio. Cuando llegaron otros Jesuitas para elevar a los que ya estaban en el pueblo trajeron consigo la viruela y la fiebre amarilla, pestes a las cuales los europeos eran inmunes pero los aborígenes la sufrieron en gran manera con cientos de muertes. Por estas condiciones nunca lograron construir una nueva iglesia y el salón de taller funcionó como capilla provisoria. Hoy en día, frente a esa iglesia provisoria y al costado de la plaza, se habilitó un templo de oración donde se encuentra una estatua de la virgen de Santa María, de la cual no se tienen datos precisos si fue de la época jesuítica o no.

### Época de Esplendor
Fue entre 1690 y 1780 donde los jesuitas enseñaron todo tipo de artes e idiomas como el latín, el español y la religión católica. Los colegios eran para los hijos de caciques y los talleres para los demás aborígenes, en ellos aprendían diversas técnicas como la fundición de hierro, la artesanía, el cultivo, la matemática, entre otras disciplinas.

### Invasión y decadencia
El tercer y último período se desarrolló entre los años 1780 y 1850. En 1765 comenzaron los problemas con la orden religiosa, desde Portugal alentaban a los asesores del Rey para que terminaran con el sistema reduccionario, denunciando que ellos habían creado un imperio en la colonia dentro de las posesiones reales. Entonces el rey Carlos III, por real cédula expulsa a los jesuitas en 1767. Años después los guaraníes se encontraron sin administración de los padres, quedando expuestos nuevamente a las invasiones, en ese entonces, de paraguayos y portugueses. Esto, unido a las migraciones de los guaraníes hacia la provincia de Corrientes, más las invasiones de los portugueses y paraguayos, terminó con la población aborigen en la ciudad, pero llegaron a habitarlas los criollos realizando múltiples excavaciones en busca de oro y destruyendo el lugar.

## Atractivos turísticos
Estas Ruinas fueron declaradas "Monumento Histórico Nacional" en el año 1945, luego Monumento Histórico y Cultural provincial en el año 1980 y, en 1984, la UNESCO la declara Patrimonio de la Humanidad. Otros atractivos turísticos del municipio son: Las ruinas de Santos Mártires del Japón (en el Paraje Caá-Guazú), el río Uruguay con sus islas y correderas y el límite con la República Federativa del Brasil.
Asimismo, la Virgen María que se encuentra en la capilla de las Ruinas, además de atrapar el turismo es un legado religioso ya que es la Virgen más antigua de la zona, es muy venerada por la gente, tanto del municipio como del resto de la provincia y del país. Fue encontrada en el arroyo Santa María decapitada, y sin el niño Jesús en sus brazos. Estas faltas sucedieron porque las personas pensaban que dentro de ella había oro. Los primeros colonos del lugar remodelaron su cara con cartón y cemento para dar su forma nuevamente.

## Paraje La Corita

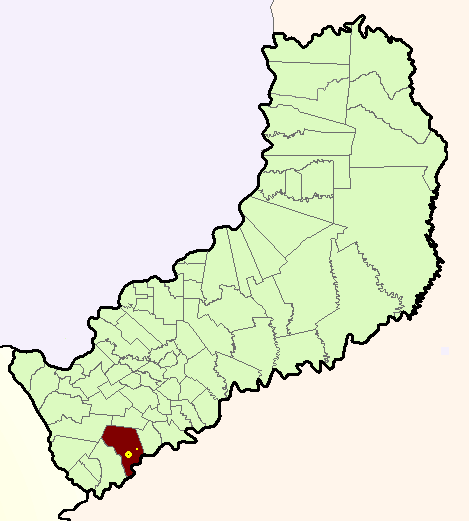
Municipio de Santa María en la Provincia de Misiones; el punto pequeño representa la localidad de La Corita.

En sus comienzos el Paraje La Corita estaba conformado por grandes hectáreas de chacras que pertenecían a la compañía Nobleza Piccardo fabricantes de cigarrillos, quienes habían comprado las tierras a un matrimonio de ingleses radicado en Buenos Aires, los cuales no tenían herederos. 
Aproximadamente en el año 1945 un gendarme que trabajaba en Concepción de la Sierra, Zubizarreta, compró una porción de tierra y se trasladó allí a vivir con su familia integrada por su esposa y su hija Cora, de quien se hereda el nombre con el que actualmente se conoce al paraje: La Corita. Años después, el militar vendió sus tierras a quienes fueron los primeros habitantes, la familia de Don Fermín Díaz, quienes se radicaron en generaciones que permanecen hasta el día de hoy y trabajan en este lugar. Estos primeros pobladores fueron quienes pusieron el nombre al paraje, ya que anteriormente el punto de referencia era el campo de “La Corita”, como lo denominaba su primer dueño. Al pasar los años el nombre pervivió en el uso de todos los habitantes.
De acuerdo al último censo (según el INDEC) todo el municipio de Santa María cuenta con 2300 habitantes, de los cuales 400 pertenecen a La Corita. En la actualidad lo que sostiene a la población es la ganadería (en toda Santa María hay 18.000 cabezas de ganado vacuno), la producción de yerba mate y azúcar orgánica.
En lo que respecta a educación, en La Corita hay una escuela primaria que comenzó a funcionar en el año 1930, en las Ruinas, con el nombre de “Escuela Provincial N° 2030, Auxiliar Carlos Antonio La Fuente” (se llamaba así porque era el nombre del gendarme que ayudó a construir el edificio). En el año 1974 la institución se trasladó al Paraje dependiendo del Consejo Nacional de Educación, donde funciona hasta el momento, a 2 kilómetros de distancia del antiguo edificio. Además, hay 6 escuelas primarias más en el municipio. También hay dos escuelas secundarias, la E.F.A  N.º 0501 (creada en el año 1989) y el B.O.P. N.º 107 (creada en año 2010).